# Блуфи
Блуфи (итал. Blufi) је насеље у Италији у округу Палермо, региону Сицилија.
Према процени из 2011. у насељу је живело 826 становника. Насеље се налази на надморској висини од 697 м.

## Становништво
| 1931. | 1936. | 1951. | 1961. | 1971. | 1981. | 1991. | 2001. | 2011. |
| ----- | ----- | ----- | ----- | ----- | ----- | ----- | ----- | ----- |
| 2.105 | 2.176 | 2.215 | 2.047 | 1.662 | 1.595 | 1.391 | 1.208 | 1.083 |